# Амаду Гайдара
Амаду Айдара (фр. Amadou Haidara, нар. 31 січня 1998) — малійський футболіст, півзахисник клубу «РБ Лейпциг» та національної збірної Малі.

## Клубна кар'єра
Народився 31 січня 1998 року. Вихованець «Академії Бамако». В липні 2016 року Айдара підписав контракт з австрійським клубом «Ред-Булл Зальцбург» і відразу був переведений в фарм-клуб команди — «Ліферінг», провівши весь сезон 2016/17 в його складі. 5 серпня 2016 року дебютував за клуб в поєдинку проти «ЛАСКа». Всього за чемпіонат зіграв 24 зустрічі, забив 2 м'ячі.
Паралельно притягувався до тренувань з основною командою і 9 квітня 2017 року дебютував у австрійській Бундеслізі у поєдинку проти «Штурму», вийшовши на поле на заміну на 90-ій хвилині замість Валона Беріші. З сезону 2017/18 почав гравцем стартового складу.
22 грудня 2018 підписав контракт з німецьким «РБ Лейпциг».

## Виступи за збірні
Виступав у складі юнацької збірної Малі до 17 років на чемпіонаті світу серед юнаків 2015 року. Разом з командою завоював срібні медалі, програвши у фіналі одноліткам з Нігерії. На турнірі провів сім зустрічей, у всіх виходив в основному складі, забив 2 м'ячі.
2017 року залучався до складу молодіжної збірної Малі. На молодіжному рівні зіграв у 3 офіційних матчах.
6 жовтня 2017 року дебютував в офіційних іграх у складі національної збірної Малі в матчі відбору на чемпіонат світу 2018 року проти збірної Кот-д'Івуару (0:0), замінивши на 80-й хвилині Іва Біссуму.
| Дата       | Місто     | Господарі | Результат | Гості       | Турнір            | Голи | Примітки |
| ---------- | --------- | --------- | --------- | ----------- | ----------------- | ---- | -------- |
| 6-10-2017  | Бамако    | Малі      | 0 – 0     | Кот-д'Івуар | Відбір до ЧС 2018 | -    | 80'      |
| 11-11-2017 | Лібревіль | Габон     | 0 – 0     | Малі        | Відбір до ЧС 2018 | -    | 71'      |
| 23-3-2018  | Льєж      | Японія    | 1 – 1     | Малі        | товариський матч  | -    |          |
| Усього     |           | Матчів    | 3         |             | Голів             | 0    |          |

## Титули і досягнення
- Чемпіон Австрії (2):

«Ред Булл»: 2016-17, 2017-18
- Володар Кубка Австрії (1):

«Ред Булл»: 2016-17
- Переможець Юнацької ліги УЄФА (1):

«Ред Булл»: 2016-17
- Володар Кубка Німеччини (2):

«РБ Лейпциг»: 2021-22, 2022-23